# Mitul utilizării a 10% din creier
Mitul utilizării a 10% din creier este o legendă urbană larg răspândită, conform căreia oamenii folosesc doar 10% (sau alt procentaj minor) din potențialul creierului lor. Aceasta a fost atribuită multor personalități notorii, inclusiv lui Albert Einstein.
Prin asociere acest mit spune de asemenea că este posibil să fie exploatat potențialul creierului uman prin diverse metode și de a dezvolta astfel inteligența sa. Această teză a fost reluată pe scară largă în New Age, cu metode de dezvoltare a celor 90% lipsă.
Devenind populară, ideea a fost utilizată într-o serie de filme științifico-fantastice, printre care Flight of the Navigator (1986), Phenomenon (1996), Kyle XY, Inception, Limitless și Lucy.